# هان کانگ
هان کانگ (کره‌ای: 한강؛ زادهٔ ۱۹۷۰) نویسنده اهل کرهٔ جنوبی و برندهٔ جایزه نوبل ادبیات ۲۰۲۴ است. آکادمی سوئد اعلام کرد که خانم هان «برای نثر به شدت شاعرانه‌اش که با رنج‌های تاریخی رویارو می‌شود و شکنندگی زندگی انسانی را به تصویر می‌کشد» برنده این جایزه شده است.
وی در سال ۲۰۱۶ به دلیل خلق رمان گیاهخوار برنده جایزه جهانی من بوکر شد. این کتاب اختلال روانی یک زن و بی‌توجهی خانواده اش را نشان می‌دهد. در سال ۲۰۱۶، این اولین رمان کره ای زبان بود که برنده جایزه بین‌المللی بوکر داستان شد. در سال ۲۰۲۴، هان اولین نویسندهٔ ادبیاتِ کُره و اولین نویسنده زن آسیایی بود که جایزه نوبل ادبیات را دریافت کرد.

## زندگی
هان کانگ در سال ۱۹۷۰ در گوانگجو به دنیا آمد. پدرش، هان سونگ وون، نویسنده بود. در ۱۰ سالگی به همراه خانواده به سئول نقل مکان کرد. پدرش برای گذراندن زندگی حرفه‌ای نویسندگی‌اش تلاش می‌کرد که بر خانواده‌اش تأثیر منفی گذاشت. با این حال، محاصره شدن با کتاب به او آرامش می‌داد.
هان در دانشگاه یونسی ادبیات کره‌ای خوانده است. و برادرش نیز به نویسندگی اشتغال دارد. وی از سال ۲۰۱۳ در مؤسسه هنر سئول به تدریس ادبیات خلاقه مشغول است. در سال ۱۹۹۸، او در برنامه بین‌المللی نویسندگی دانشگاه آیووا ثبت نام کرد.
شوهر هان هونگ یونگ هی، استاد دانشگاه سایبری کیونگهی است. هان گفته است که از میگرن‌های دوره‌ای رنج می‌برد.

## نوشته‌ها
داستان کوتاه
- ۱۹۹۴، لنگر قرمز

کتاب
- ۱۹۹۵، یک عشق یوسو
- ۱۹۹۸، گوزن سیاه
- ۲۰۰۰، میوه‌های زن من (مجموعه‌داستان)
- ۲۰۰۲، دست‌های سرد تو
- ۲۰۰۷، گیاهخوار، برندهٔ جایزهٔ من بوکر
- ۲۰۱۰، مبارزهٔ نفس
- ۲۰۱۰، درس‌های یونانی
- ۲۰۱۲، آتش سمند
- ۲۰۱۳، غروب را در کشو گذاشتم
- ۲۰۱۴، اعمال انسانی، فهرست ۱۰۰ کتاب برتر سایت آمازون در سال ۲۰۱۷
- ۲۰۱۶، کتاب سفید
- ۲۰۲۱، من وداع نمی‌کنم

## جایزه‌ها
کتاب سپید از هان کانگ نامزد جایزهٔ من بوکر بین‌المللی سال ۲۰۱۸ شده بود.
- ۱۹۹۹ - برندهٔ بیست‌وپنجمین جایزهٔ رمان کره‌ای برای بچه بودا[۱۱]
- ۲۰۰۰ – جایزه هنرمند جوان امروز وزارت فرهنگ و گردشگری – بخش ادبیات[۱۱]
- ۲۰۰۵ - جایزه ادبی یی سانگ برای مارک مغولی[۱۲]
- ۲۰۱۰ - جایزه ادبی دونگری برای باد در حال وزیدن است[۱۱]
- ۲۰۱۴ - جایزه ادبی من‌هایی برای اعمال انسانی[۱۱]
- ۲۰۱۵ - هانگ سون‌وان برنده جایزه ادبی[۱۱]
- ۲۰۱۶ - جایزه بین‌المللی بوکر برای گیاهخوار[۱۳]
- ۲۰۱۷ - جایزه مالاپارت برای اعمال انسانی[۱۴][۱۵]
- ۲۰۱۸ - جایزه ادبی کیم یو-جئونگ برای خداحافظی[۱۱]
- ۲۰۱۹ - جایزه ادبی سان کلمنته برای گیاهخوار[۱۱]
- ۲۰۲۳ – جایزه مدیسی برای We Do Not Part[۱۶]
- ۲۰۲۴:
  - جایزه ایمل گیمت برای ادبیات آسیایی برای We Do Not Part[۱۷]
  - جایزه هو آم در هنر[۱۸]
  - جایزه نوبل ادبیات[۱۹][۲۰]